# Świdnica (gromada w powiecie zielonogórskim)
Świdnica – dawna gromada, czyli najmniejsza jednostka podziału terytorialnego Polskiej Rzeczypospolitej Ludowej w latach 1954–1972.
Gromady, z gromadzkimi radami narodowymi (GRN) jako organami władzy najniższego stopnia na wsi, funkcjonowały od reformy reorganizującej administrację wiejską przeprowadzonej jesienią 1954 do momentu ich zniesienia z dniem 1 stycznia 1973, tym samym wypierając organizację gminną w latach 1954–1972.
Gromadę Świdnica z siedzibą GRN w Świdnicy utworzono – jako jedną z 8759 gromad na obszarze Polski – w powiecie zielonogórskim w woj. zielonogórskim na mocy uchwały nr V/29/54 WRN w Zielonej Górze z dnia 5 października 1954. W skład jednostki wszedł obszar dotychczasowej gromady Świdnica ze zniesionej gminy Świdnica w powiecie zielonogórskim oraz obszar dotychczasowej gromady Piaski ze zniesionej gminy Nowogród Bobrzański w powiecie nowosolskim w tymże województwie. Dla gromady ustalono 12 członków gromadzkiej rady narodowej.
1 stycznia 1958 do gromady Świdnica włączono obszar zniesionej gromady Letnica oraz wsie Słone, Wilkanowo i Buchałów ze zniesionej gromady Słone w tymże powiecie.
Gromada przetrwała do końca 1972 roku, czyli do kolejnej reformy gminnej. 1 stycznia 1973 w powiecie zielonogórskim reaktywowano gminę Świdnica.